# Intergalactic Lovers
Intergalactic Lovers sind eine belgische Indie-Rock-Band, bestehend aus Lara Chedraoui, Brendan Corbey, Maarten Huygens und Raf De Mey.

## Geschichte
Die Intergalactic Lovers wurden im Jahr 2008 gegründet. Einige Mitglieder der Band waren an der Humos Rock Rally 2008 unter dem Namen „Free Zamunda!“ beteiligt. Am 25. März 2011 wurde ihr Debütalbum Greetings & Salutations veröffentlicht. Das Debütalbum, welches vor allem privat finanziert wurde, hat von der belgischen Presse wie Humo oder De Standaard sehr gute Kritiken bekommen und wurde mit Feist, PJ Harvey und Yeah Yeah Yeahs verglichen. 2012 startete die Band mit einer kleinen Konzertreihe in Deutschland unter anderem in Köln, Essen und Hamburg.
Das Titellied zur 2015 startenden internationalen Kriminalserie The Team ist Northern Rd. vom Album Little Heavy Burdens.
Für den Kinofilm zur belgischen Serie "Code 37" steuerten sie ebenfalls die Musik bei.

## Diskografie

### Alben
- 2011: Greetings & Salutations
- 2014: Little Heavy Burdens
- 2017: Exhale
- 2022: Liquid Love

### Singles
- 2011: Delay
- 2011: Shewolf
- 2011: Howl
- 2012: Feel for You
- 2014: Islands
- 2015: Northern Road
- 2015: No Regrets
- 2017: Between the lines
- 2017: River